# BURAIKEN
『BURAIKEN』（ぶらいけん）は、唐沢なをきによる日本の漫画。1991年から1992年にかけて、『月刊アニマルハウス』（白泉社）にて連載された。主人公・血煙今日四郎が縦横無尽に暴れまわるギャグ漫画。ベースは時代劇。ただし、時代背景は無視される。かなりグロテスクかつエロチックな作品である。

## 登場人物
本項では、レギュラーについて記述する。
血煙今日四郎
この作品の主人公。冷静でドライな性格も持つ。「薀蓄」を述べ、そのスキに乗じて自前の太刀・脇差で、悪人を斬る、刺す。
最終回では、△年前、神聖なる道場に毎回の様に女性を連れ込み、その根性を叩き直そうと激怒した門弟が逆に惨殺された上、実娘・しずを陵辱し、そのまま逐電した血煙を師匠はつけ狙う。
照姫
表向きは芸者。元々は任侠一家の娘。一族の敵を討とうと、血煙と共にする女性。肉体関係の回数も多い。
最終回では、路銀が底をついてしまい、女郎屋に35両で売られてしまう。
悪代官
額に「悪」と記されているのが特徴。血煙を倒そうと「薀蓄」を述べたりするなどの、あらゆる手段で悪事を働くが、最終的に斬られてしまう。
ベクナイ
執事。血煙を倒そうと悪代官と共にあらゆる手段で悪事を働くが、最終的に悪代官の前に斬られてしまう。
赤桂蛤之助（あかかつらはまぐりのすけ）
今日四郎の剣に敗れて以来、1年飛騨山中で修行を積み、江戸の青鯖塾で学識を高め、「百万両クイズ狩人」に出場して雑学全般にも通じた『自称・今日四郎のライバル』。
おねえさん（進行役）
第3話から登場。短髪でメガネ着用。作品内ではお姉さんが、冒頭で各々を紹介している大事な存在であった。
ただし、本作品で「不幸」に見舞われており、最終回前話にて亡くなる。
さむらいくんとのうみんくん
こちらも第3話から登場。『セサミストリート』のマペットに酷似している。
最終回では、死去した進行役のおねえさんの安否を気遣っている。
また、白泉社版では、コーナーを設けている。

## 単行本
1992年に白泉社から発売された。その後2003年に「描き下ろし」作品を追加して再版された。

## サブタイトル
| 回 | タイトル                                 | 惨殺 (悪代官等対象外)                      | 肉体関係                         |
| -- | ---------------------------------------- | ------------------------------------------ | -------------------------------- |
| 1  | ペットの飼い方                           | 啼兎清一郎、悪党4名                        | 啼兎すず、照姫                   |
| 2  | 小学3年〜中学2年くわしい理科             | 駝鳥党メンバー4名                          | 照姫                             |
| 3  | 披露宴・スピーチとマナー                 | 赤犬組親分等                               | 照姫                             |
| 4  | 夏の星座・観測と占い                     | 不特定多数                                 | 照姫                             |
| 5  | セルフヘルスケア・セルフメディケーション | 機械療法の伝助 食餌療法の政 伝統療法の左門 | 照姫、遊女                       |
| 6  | 初めての海外旅行                         | アメリカニンジャ                           | クノイチジェーン                 |
| 7  | マンガの描き方・基礎編                   | -                                          | 皇絵理華                         |
| 8  | マンガの描き方・応用編                   | いのしし鍋之守、駝鳥党メンバー4名、他多数  | 皇絵理華                         |
| 9  | 中学1年〜高校受験実力アップの数学        | 山賊                                       | おさと、おしま（村長夫人）、村長 |
| 10 | ベーシック・スキー・テクニック           | 御用金を探す殿様の家来                     | 御用金を代々守っている番人       |
| 11 | 相対性理論                               | -                                          | 師匠の実娘・しず                 |

- この作品のパイロット版に『血煙狂四郎無頼剣』（『漫画アクション』（双葉社）も発表されている（『百億萬円』収録）。